# Боян Боянов
Боян Костов Боянов е български стоматолог, професор.

## Биография
Роден е в Сливен на 24 юли 1914 г. Завършва гимназия в родния си град. Следва Стоматология в Истанбул. От 1939 г. работи в Сливен. От 1943 г. е асистент в Стоматологичния факултет в София. От 1947 г. е доцент, а от 1951 г. – професор. Доктор на медицинските науки. От 1962 г. е ръководител на Катедра по ортопедична стоматология. Автор е на повече от 370 научни публикации, между които 7 монографии, 8 учебника, 9 сборника и 65 публикации в чужбина. От неговите практически разработки 15 са признати за изобретения и рационализации. Почетен изобретател и рационализатор – 1963 г. Заслужил деятел на физкултурата и спорта – 1966 г. Заслужил деятел на науката – 1974 г.
Почетен член на Балканския медицински съюз (1972). През 1981 г. неговата биография е поместена в т. 8 на Международния биографичен център – Кембридж. Носител на ордени „Кирил и Методий“ – I ст. (1958), „Орден на труда“ – златен (1959) и „Георги Димитров“. През 1984 г. е удостоен със званието Герой на социалистическия труд. Почетен гражданин на Сливен и Париж.

## Памет
На професор доктор Боян Боянов е наречена улица в квартал „Студентски град“ и жилищен комплекс „Малинова долина“ в София (Карта).